# Sanjwal
Sanjwal é uma cidade do Paquistão localizada na província de Punjab.